# シプラゼパム
Template:Cs1 config

シプラゼパム（英：Cyprazepamは鎮静薬・睡眠薬としての作用のあるベンゾジアゼピン誘導体である薬物である 。抗不安薬としての作用があり、おそらく睡眠薬、骨格筋弛緩薬、抗てんかん薬としての作用、薬物性健忘もある。

## 合成
ベンゾジアゼパムのラクタム部分は求核剤に対して活性であり、この事実を利用して多くの類似体が作られてきた。

シプラゼパムの合成:

例えば、デモキセパムをN-シクロプロピルメチルアミンと加熱するとアミジンが生成され、マイナートランキライザーであるシプラゼパムになる。

## 関連記事
- ベンゾジアゼピン